# Mausoleum Records
Dit overzicht is mogelijk incompleet; u kunt helpen door het uit te breiden.
Mausoleum Records is een Belgisch platenlabel, dat heavy metal uitbrengt. Het label werd in 1982 opgericht door Alfie Falckenbach en groeide in de jaren daarna uit tot een van de, volgens Billboard, meest vooraanstaande hardrocklabels. Het label maakt nu deel uit van de Music Avenue Group. In 2016 overleed Falkenbach, waarna de activiteiten werden stilgelegd.
Bands die op het label uitkwamen zijn onder meer de Belgische bands Killer, Crossfire, Steelover, Ostrogoth en de buitenlandse bands Adam Bomb, Angel Witch, Anvil, Bad Steve, Barón Rojo, Belladonna, Cinderella, Darxon, EF Band, Flotsam and Jetsam, Frost, Godiva, Hawkwind, Hazzard, Herman Rarebell, Hirax, Hyades, Jerusalem, Killing Machine, Living Death, McCoy, Obsession, Omen, Raven Lord, Richie Kotzen, Rise to Addiction, Sinner, Steeler, Swarm, TSA, Voivod, Warlock en Witchfynde. Solitude Within tekende een aanvankelijk een contract bij Mausoleum Records, maar na Falkenbachs overlijden in 2016, werden de geplande opnamesessies gestaakt, waarna de band een eigen platenlabel oprichtte.